# Estació de Martorell Oest
Martorell Oest és una estació de ferrocarril en projecte, que s'ubicarà al barri del Torrent dels Llops, a l'oest del municipi de Martorell, a la comarca del Baix Llobregat. A l'estació hi pararan trens de la futura línia Orbital Ferroviària (LOF) i la línia R4 de Rodalies de Catalunya, operats per Renfe Operadora.

## Serveis ferroviaris
| Procedència/Destinació                        | <                   | Línia         | >                 | Procedència/Destinació |
| --------------------------------------------- | ------------------- | ------------- | ----------------- | ---------------------- |
| Rodalia de Barcelona                          |                     |               |                   |                        |
| Projectat                                     |                     |               |                   |                        |
| Sant Vicenç de Calders Vilafranca del Penedès | Gelida              | obres         | Martorell Central | Terrassa Manresa       |
| Mataró                                        | Martorell Can Cases | Línia Orbital | Gelida            | Vilanova i la Geltrú   |